# 盘萼杜鹃
盘萼杜鹃（学名：Rhododendron parmulatum）为杜鹃花科杜鹃花属下的一个种。

## 扩展阅读
- 維基物種上的相關：盘萼杜鹃